# ANC-Jeugdliga
De ANC-Jeugdliga (ANCYL, African National Congress Youth League) is de jongerenafdeling van het Afrikaans Nationaal Congres (ANC) en werd opgericht in 1944.
De jeugdliga speelde vanaf het eind van de jaren veertig een belangrijke rol binnen het ANC en leidde tot een radicalisering van het protest tegen het beleid van de toenmalige Zuid-Afrikaanse regeringen.
In 1960 werd de organisatie verboden, en in 1990 weer gelegaliseerd, evenals andere aan het ANC gelieerde organisaties.
Sinds de legalisering werd de ANC-Jeugdliga achtereenvolgens geleid door Peter Mokaba, Malusi Gigaba, Fikile Mbalula en Julius Malema.
Bekende oud-leden zijn Walter Sisulu, Oliver Tambo, en de voormalige presidenten Nelson Mandela en Thabo Mbeki.